# Георги Николов (кмет на Горна Джумая)
Вижте пояснителната страница за други личности с името Георги Николов.
Георги (Гоге) П. Николов (Николчов) е български революционер, деец на Вътрешната македоно-одринска революционна организация.

## Биография
Роден е в Горна Джумая. Влиза във ВМОРО. Преди Балканската война изпълнява разузнавателни функции, като предава информация за разположението, числения състав и въоръжението на турските части в района на командващия трета бригада генерал Спас Георгиев.
Николов е първият кмет на Горна Джумая, като кметуването му трае от 6 октомври до 10 ноември 1912 г. Той заедно със свои съграждани посреща влизането на 18 октомври в града на части от Трета бригада на Седма пехотна рилска дивизия. След като напуска поста е в продължителен период общински съветник в града.